# Joe Hirsch Turf Classic Stakes
Groupe 1
Le Joe Hirsch Turf Classic Stakes est une course hippique de plat se déroulant au mois de septembre sur l'hippodrome de Belmont Park, à Belmont dans la banlieue de New York aux États-Unis.
Créée en 1977, c'est une épreuve de groupe 1 disputée sur la distance de 2 400 m qui attire régulièrement des chevaux européens. L'allocation s'élève à 600 000 $.

## Palmarès
| Année | Vainqueur        | S/A | Pays        | Père               | Jockey             | Entraîneur           | Propriétaire                    | Deuxième          | Troisième         | Temps   |
| ----- | ---------------- | --- | ----------- | ------------------ | ------------------ | -------------------- | ------------------------------- | ----------------- | ----------------- | ------- |
| 2024  | Far Bridge       | M.4 | États-Unis  | English Channel    | Joel Rosario       | Christophe Clément   | LSU Stables                     | War Like Goddess  | Silver Knott      | 2'32"22 |
| 2023  | War Like Goddess | F.6 | États-Unis  | English Channel    | Junior Alvarado    | Bill Mott            | George Krikorian                | Soldier Rising    | So High           | 2'32"86 |
| 2022  | War Like Goddess | F.5 | États-Unis  | English Channel    | Jose Lezcano       | Bill Mott            | George Krikorian                | Bye Bye Melvin    | Astronaut         | 2'27"29 |
| 2021  | Rockemperor      | M.5 | France      | Holy Roman Emperor | Javier Castellano  | Chad Brown           | Madaket Stables, M. Dubb & Co   | Serve The King    | Gufo              | 2'25"61 |
| 2020  | Channel Maker    | H.6 | États-Unis  | English Channel    | Manuel Franco      | William I. Mott      | G. Barber, Wachtel Stable & Co  | Laccario          | Sadler's Joy      | 2'25"99 |
| 2019  | Arklow           | M.5 | États-Unis  | Arch               | Junior Alvarado    | Brad Cox             | Donegal Racing, J. Bulger & Co  | Channel Maker     | Sadler's Joy      | 2'27"34 |
| 2018  | Channel Maker    | H.4 | États-Unis  | English Channel    | Jose L. Ortiz      | William I. Mott      | Gary Barber & Wachtel Stable    | Robert Bruce      | Sadler's Joy      | 2'30"76 |
| 2017  | Beach Patrol     | M.4 | États-Unis  | Lemon Drop Kid     | Joel Rosario       | Chad Brown           | J. Covello & Partners           | Fanciful Angel    | Oscar Performance | 2'26"29 |
| 2016  | Ectot            | M.5 | France      | Hurricane Run      | Jose L. Ortiz      | Todd A. Pletcher     | Al Shaqab & G. Augustin-Normand | Flintshire        | Twilight Eclipse  | 2'28"76 |
| 2015  | Big Blue Kitten  | H.7 | États-Unis  | Kitten's Joy       | Joe Bravo          | Chad Brown           | Ken & Sarah Ramsey              | Slumber           | Twilight Eclipse  | 2'23"39 |
| 2014  | Main Sequence    | H.5 | Royaume-Uni | Aldebaran          | Rajiv Maragh       | David Lanigan        | Famille Niarchos                | Twilight Eclipse  | Imagining         | 2'26"32 |
| 2013  | Little Mike      | H.6 | États-Unis  | Spanish Steps      | Mike E. Smith      | Dale L. Romans       | Priscilla Vaccarezza            | Big Blue Kitten   | Real Solution     | 2'25"00 |
| 2012  | Point of Entry   | M.4 | États-Unis  | Dynaformer         | John Velazquez     | Claude McGaughey III | Phipps Stable                   | Treasure Beach    | Kindergarden Kid  | 2'33"73 |
| 2011  | Cape Blanco      | M.4 | Irlande     | Galileo            | Jamie Spencer      | Aidan O'Brien        | Coolmore / Mrs F. Hay           | Deans Kitten      | Grassy            | 2'36"61 |
| 2010  | Winchester       | M.5 | États-Unis  | Theatrical         | Cornelio Velasquez | Christophe Clement   | Bertram Firestone               | Paddy Oprado      | Grassy            | 2'36"09 |
| 2009  | Interpatation    | H.7 | États-Unis  | Langfuhr           | Robby Albarado     | Robert Barbara       | Elliot Mavorah                  | Gio Ponti         | Grand Couturier   | 2'41"22 |
| 2008  | Grand Couturier  | M.5 | France      | Grand Lodge        | Alan Garcia        | Robert Ribaudo       | Marc Keller                     | Interpatation     | Summer Patriot    | 2'34"84 |
| 2007  | English Channel  | M.5 | États-Unis  | Smart Strike       | John R. Velazquez  | Todd A. Pletcher     | James T. Scatuorchio            | Stream of Gold    | Interpatation     | 2'25"73 |
| 2006  | English Channel  | M.4 | États-Unis  | Smart Strike       | John R. Velazquez  | Todd A. Pletcher     | James T. Scatuorchio            | Freedonia         | Royal Highness    | 2'28"69 |
| 2005  | Shakespeare      | M.4 | États-Unis  | Theatrical         | Jerry D. Bailey    | William I. Mott      | Dell Ridge Farm                 | English Channel   | Ace               | 2'27"22 |
| 2004  | Kitten's Joy     | M.3 | États-Unis  | El Prado           | John R. Velazquez  | Dale L. Romans       | Ken & Sarah Ramsey              | Magistretti       | Tycoon            | 2'29"97 |
| 2003  | Sulamani         | M.4 | France      | Hernando           | Jerry D. Bailey    | Saeed bin Suroor     | Écurie Godolphin                | Deeliteful Irving | Balto Star        | 2'27"51 |
| 2002  | Denon            | M.4 | France      | Pleasant Colony    | Edgar Prado        | Robert J. Frankel    | E. Gann & Flaxman Stable        | Blazing Fury      | Delta Form        | 2'28"47 |
| 2001  | Timboroa         | M.5 | Italie      | Salse              | Edgar Prado        | Robert J. Frankel    | Edmund A. Gann                  | King Cugat        | Cetewayo          | 2'29"43 |
| 2000  | John’s Call      | H.9 | États-Unis  | Lord At War        | Jean-Luc Samyn     | Thomas H. Voss       | Trillium Stable                 | Craigsteel        | Ela Athena        | 2'28"58 |
| 1999  | Val's Prince     | H.7 | États-Unis  | Eternal Prince     | Jorge Chavez       | H. James Bond        | R. Martin & S. Weiner           | Dream Well        | Fahris            | 2'28"63 |
| 1998  | Buck's Boy       | H.5 | États-Unis  | Bucksplasher       | Shane Sellers      | P. Noel Hickey       | Quarter B Farm                  | Cetewayo          | Lazy Lode         | 2'33"25 |
| 1997  | Val's Prince     | H.7 | États-Unis  | Eternal Prince     | Mike E. Smith      | James E. Picou       | R. Martin & S. Weiner           | Flag Down         | Ops Smile         | 2'28"92 |
| 1996  | Diplomatic Jet   | M.4 | États-Unis  | Roman Diplomat     | Jorge Chavez       | James E. Picou       | Fred W. Hooper                  | Awad              | Marlin            | 2'27"51 |
| 1995  | Turk Passer      | H.5 | États-Unis  | Turkoman           | John R. Velazquez  | Flint S. Schulhofer  | Leveen & Shanley & Weiss        | Hernando          | Celtic Arms       | 2'36"63 |
| 1994  | Tikkanen         | M.3 | France      | Cozzene            | Cash Asmussen      | Jonathan E. Pease    | Augustin Stable                 | Vaudeville        | Yenda             | 2'25"88 |
| 1993  | Apple Tree       | M.4 | France      | Bikala             | Mike E. Smith      | André Fabre          | Mohammed Al Kabeer              | Solar Splendor    | George Augustus   | 2'28"31 |
| 1992  | Sky Classic      | M.5 | Canada      | Nijinsky           | Pat Day            | James E. Day         | Sam-Son Farm                    | Fraise            | Solar Splendor    | 2'24"50 |
| 1991  | Solar Splendor   | H.4 | États-Unis  | Majestic Light     | Herb McCauley      | Patrick J. Kelly     | Live Oak Plantation             | Dear Doctor       | Fortunes Wheel    | 2'27"89 |
| 1990  | Cacoethes        | M.4 | Royaume-Uni | Alydar             | Ray Cochrane       | Guy Harwood          | Lady Jane Harrison              | Alwuhush          | With Approval     | 2'25"00 |
| 1989  | Yankee Affair    | H.7 | États-Unis  | Northern Fling     | Jose Santos        | Henry L. Carroll     | Jujugen Stable                  | El Señor          | My Big Boy        | 2'27"20 |
| 1988  | Sunshine Forever | M.3 | États-Unis  | Roberto            | Angel Cordero, Jr. | John M. Veitch       | Darby Dan Farm                  | My Big Boy        | Most Welcome      | 2'33"80 |
| 1987  | Theatrical       | M.5 | États-Unis  | Nureyev            | Pat Day            | William I. Mott      | Bertram R. Firestone            | River Memories    | Talakeno          | 2'29"20 |
| 1986  | Manila           | M.3 | États-Unis  | Lyphard            | Jose Santos        | Leroy Jolley         | Bradley M. Shannon              | Damister          | Dangers Hour      | 2'27"80 |
| 1985  | Noble Fighter    | M.3 | France      | Vaguely Noble      | Alain Lequeux      | Mitri Saliba         | Buckram Oak Farm                | Win               | Strawberry Road   | 2'25"40 |
| 1984  | John Henry       | H.9 | États-Unis  | Ole Bob Bowers     | Chris McCarron     | Ron McAnally         | Dotsam Stable                   | Win               | Majestys Prince   | 2'25"20 |
| 1983  | All Along        | F.4 | France      | Targowice          | Walter Swinburn    | Patrick L. Biancone  | Daniel Wildenstein              | Thunder Puddles   | Erin's Isle       | 2'34"00 |
| 1982  | April Run        | F.4 | France      | Run The Gantlet    | Cash Asmussen      | François Boutin      | Diana M. Firestone              | Naskras Breeze    | Bottled Water     | 2'29"80 |
| 1981  | April Run        | F.3 | France      | Run The Gantlet    | Philippe Paquet    | Francois Boutin      | Diana M. Firestone              | Galaxy Libra      | The Very One      | 2'31"20 |
| 1980  | Anifa            | F.4 | France      | Herbager           | Alfred Gibert      | Mitri Saliba         | Buckram Oak Farm                | Golden Act        | John Henry        | 2'39"60 |
| 1979  | Bowl Game        | H.5 | États-Unis  | Tom Rolfe          | Jorge Velasquez    | John M. Gaver, Jr.   | Greentree Stable                | Trillion          | Native Courier    | 2'28"20 |
| 1978  | Waya             | F.4 | France      | Faraway Son        | Angel Cordero, Jr. | Angel Penna          | Daniel Wildenstein              | Tiller            | Trillion          | 2'26"80 |
| 1977  | Johnny D.        | H.3 | États-Unis  | Stage Door Johnny  | Steve Cauthen      | Michael Kay          | Dana S. Bray, Jr.               | Majestic Light    | Crow              | 2'33"20 |